# شعار جمهورية جورجيا الاشتراكية السوفيتية
اعتمد شعار النبالة لجمهورية جورجيا الاشتراكية السوفيتية في 20 مايو 1921 من قبل حكومة جمهورية جورجيا الاشتراكية السوفيتية. شعار النبالة يعتمد بشكل فضفاض على شعار النبالة للاتحاد السوفيتي. ويظهر عليه رموز الزراعة (العنب والقمح). كما يظهر النجم الأحمر الذي يرتفع فوق القوقاز ليرمز إلى مستقبل الأمة الجورجية، والمطرقة والمنجل يرمزان إلى انتصار الشيوعية و"مجتمع الدول الاشتراكية العالمي".
كما يحمل شعار الاتحاد السوفيتي "يا عمال العالم، اتحدوا!" باللغتين الجورجية والروسية. في اللغة الجورجية، هي "პროლეტარებო ყველა ქვეყნისა, შეერთდით!"
استخدمت كلا من جمهورية أبخازيا الاشتراكية السوفيتية ذاتية الحكم وجمهورية أدجار الاشتراكية السوفيتية ذاتية الحكم أشكالاً مختلفة من شعار النبالة هذا (في الحالة الأبخازية، أضيف اسم الجمهورية والشعار أيضاً باللغة الأبخازية).
قدمت نسخة لاحقة في عام 1981 نقشاً يقرأ "საქ.სსრ"، وهو اختصار لـ "جمهورية جورجيا الاشتراكية السوفيتية". 
اُسْتُبْدِلَ شعار النبالة هذا بشعار جديد في 11 ديسمبر 1990 قبيل تفكك الاتحاد السوفيتي، وتغيّر مرة أخرى عام 2005.

### المراجعة الأولى

شعار الجمهورية بين عاميّ 1921 و1937.

### المراجعة الثانية

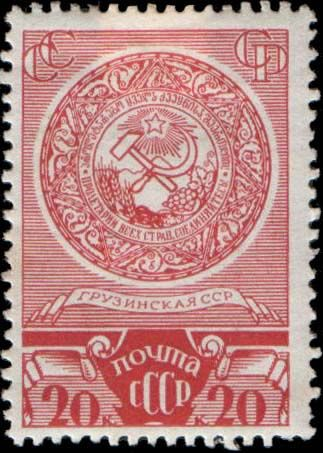
شعار جمهورية جورجيا الاشتراكية السوفيتية على طابع بريدي عام 1937.

## معرض الصور

صور شعار المطبوع على الأوراق النقدية للجمهورية بين عاميّ 1921 و1922.
شعار الجمهورية بين عاميّ 1921 و1937
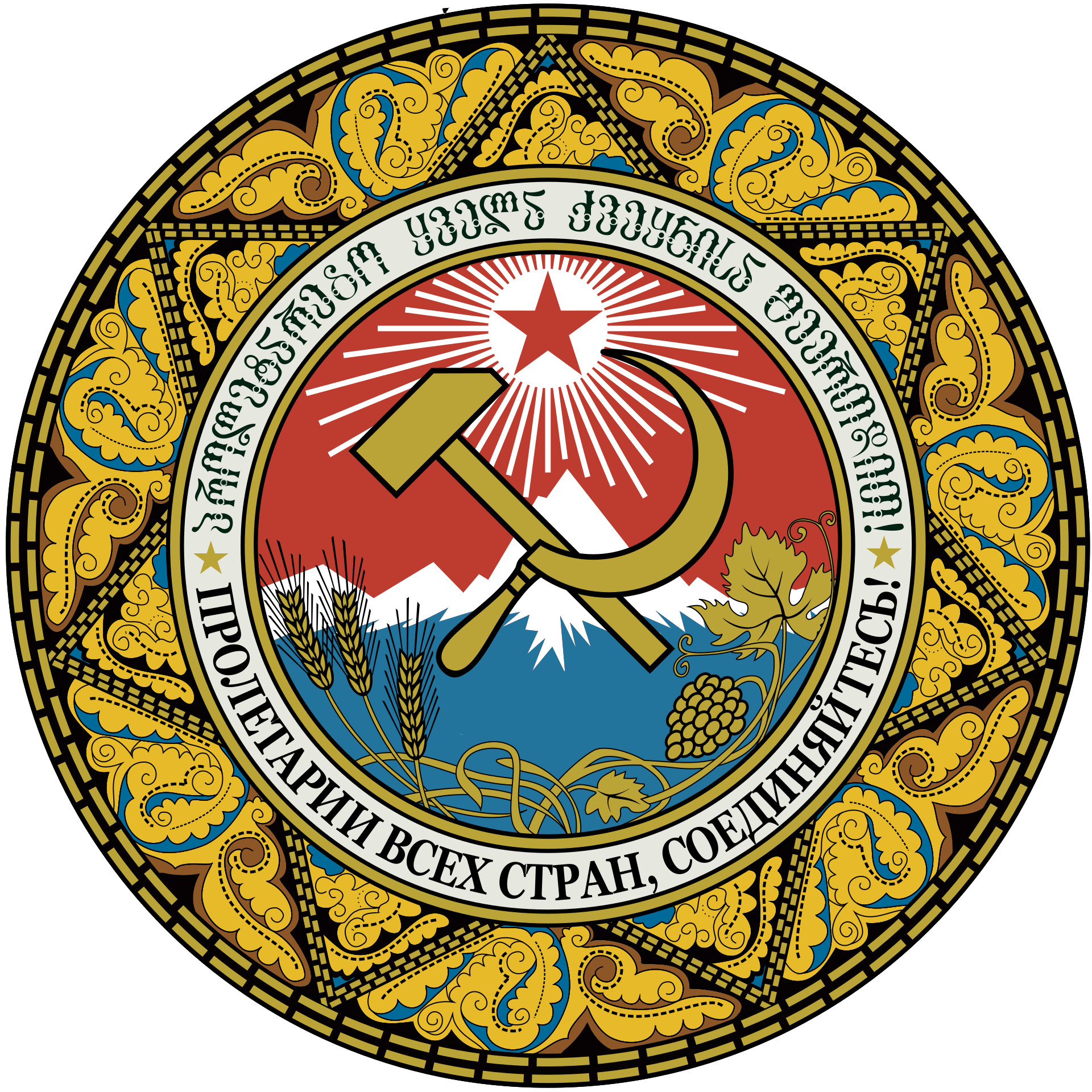
شعار الجمهورية بين عاميّ 1937 و1981
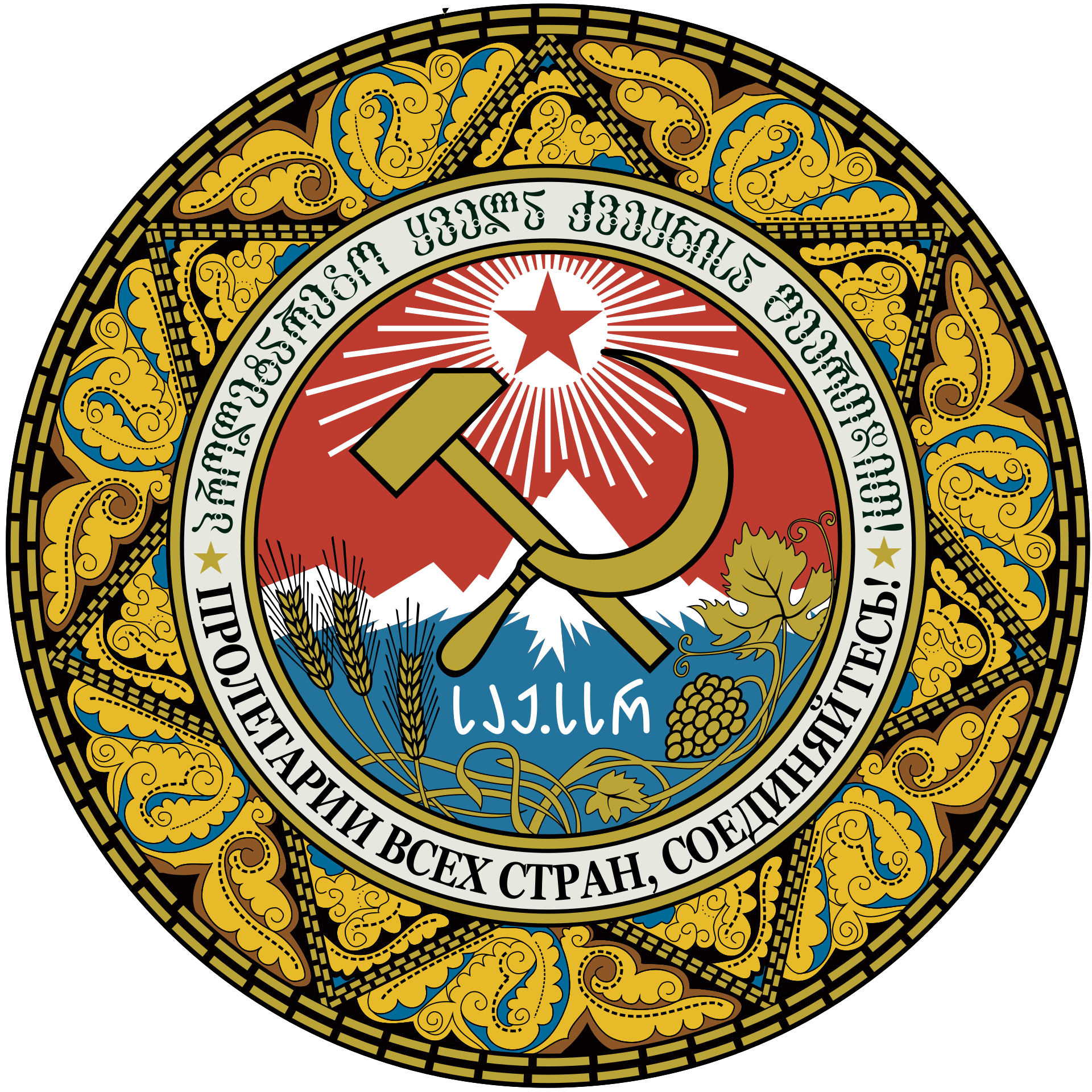
شعار الجمهورية بين عاميّ 1981 و1990
استخدم هذا الشعار منذ 1990، حتى بعد استقلال الجمهورية عن الاتحاد السوفيتي، وغُير الشعار إلى الشعار الحالي

## تاريخ